# Philippe Alliot
 Philippe Alliot  (Voves (Eure i Loir), 27 de juliol del 1954) va ser un pilot de curses automobilístiques francès que va arribar a disputar curses de Fórmula 1.

## A la F1
Philippe Alliot va debutar a la primera cursa de la temporada 1984 (la 35a temporada de la història) del campionat del món de la Fórmula 1, disputant el 25 de març del 1984 el G.P. de Brasil al circuit de Jacarepaguà.
Va participar en un total de cent setze curses puntuables pel campionat de la F1, disputades en nou temporades no consecutives (1984 - 1990 i 1993 - 1994), aconseguint una cinquena posició com millor classificació en una cursa i assolí set punts pel campionat del món de pilots.

## Resultats a la Fórmula 1
| Any  | Equip                    | Xassís    | Motor       | 1       | 2       | 3       | 4       | 5         | 6         | 7       | 8         | 9       | 10      | 11      | 12      | 13       | 14      | 15      | 16      | Posició | Punts |
| ---- | ------------------------ | --------- | ----------- | ------- | ------- | ------- | ------- | --------- | --------- | ------- | --------- | ------- | ------- | ------- | ------- | -------- | ------- | ------- | ------- | ------- | ----- |
| 1984 | Skoal Bandit RAM F1      | RAM       | Hart        | BRA Ret | RSA Ret | BEL NVQ | SMR Ret | FRA Ret   | MON NVQ   | CAN 10  | E.USA Ret | DAL NVS | GBR Ret | ALE Ret | AUT 11  | \|HOL 10 | ITA Ret | EUR Ret | POR Ret | -       | 0     |
| 1985 | Skoal Bandit RAM F1      | RAM       | Hart        | BRA 9   | POR Ret | SMR Ret | MON NVQ | CAN Ret   | E.USA Ret | FRA Ret | GBR Ret   | ALE Ret | AUT Ret | HOL Ret | ITA Ret | BEL Ret  | EUR Ret | RSA Ret | AUS Ret | -       | 0     |
| 1986 | Equipe Ligier            | Ligier    | Renault     | BRA     | ESP     | SMR     | MON     | BEL       | CAN       | E.USA   | FRA       | GBR     | ALE Ret | HUN 9   | AUT Ret | ITA Ret  | POR Ret | MEX 6   | AUS 8   | 18è     | 1     |
| 1987 | Larrousse Calmels        | Lola      | Cosworth    | BRA     | SMR 10  | BEL 8   | MON Ret | E.USA Ret | FRA Ret   | GBR Ret | ALE 6     | HUN Ret | AUT 12  | ITA Ret | POR Ret | ESP 6    | MEX 6   | JPN Ret | AUS Ret | 17è     | 3     |
| 1988 | Larrousse Calmels        | Lola      | Cosworth    | BRA Ret | SMR 17  | MON Ret | MEX Ret | CAN 10    | E.USA Ret | FRA Ret | GBR 14    | ALE Ret | HUN 12  | BEL 9   | ITA Ret | POR Ret  | ESP 14  | JPN 9   | AUS 10  | -       | 0     |
| 1989 | Larrousse Calmels        | Lola      | Lamborghini | BRA 12  |         |         |         |           |           |         |           |         |         |         |         |          |         |         |         | 26è     | 1     |
| 1989 | Equipe Larrousse         | Lola      | Lamborghini |         | SMR Ret | MON Ret | MEX NC  | USA Ret   | CAN Ret   | FRA Ret | GBR Ret   | ALE Ret | HUN NVQ | BEL 16  | ITA Ret | POR 9    | ESP 6   | JPN Ret | AUS Ret | 26è     | 1     |
| 1990 | Ligier Gitanes           | Ligier    | Cosworth    | USA EX  | BRA 12  | SMR 9   | MON Ret | CAN Ret   | MEX 18    | FRA 9   | GBR 13    | ALE DSQ | HUN 14  | BEL DNQ | ITA 13  | POR Ret  | ESP Ret | JPN 10  | AUS 11  | -       | 0     |
| 1993 | Equipe Larrousse         | Larrousse | Lamborghini | SUD Ret | BRA 7   | EUR Ret | SMR 5   | ESP Ret   | MON 12    | CAN Ret | FRA 9     | GBR 11  | ALE 12  | HUN 8   | BEL 12  | ITA 9    | POR 10  | JPN     | AUS     | 17è     | 2     |
| 1994 | Marlboro McLaren Peugeot | McLaren   | Peugeot     | BRA     | PAC     | SMR     | MON     | ESP       | CAN       | FRA     | GBR       | ALE     | HUN Ret |         |         |          |         |         |         | -       | 0     |
| 1994 | Tourtel Larrousse F1     | Larrousse | Ford        |         |         |         |         |           |           |         |           |         |         | BEL Ret | ITA     | POR      | EUR     | JPN     | AUS     | -       | 0     |

|}

### Resum
| Curses:   | Victòries: | Pòdiums: | Poles: | Voltes ràpides: | Punts: |
| --------- | ---------- | -------- | ------ | --------------- | ------ |
| 116 (109) | 0          | 0        | 0      | 0               | 7      |